# Elecciones provinciales de Misiones de 1987
El resultado estableció que Julio César Humada fuera electo Gobernador con 47,43% de los votos, a menos de un punto del oficialista Mario Losada, hijo del exgobernador del mismo nombre.

## Resultados

### Gobernador y vicegobernador
| Fórmula               | Fórmula               | Partido/Alianza       | Partido/Alianza                    | Votos   | %     |
| Gobernador            | Vicegobernador        | Partido/Alianza       | Partido/Alianza                    | Votos   | %     |
| --------------------- | --------------------- | --------------------- | ---------------------------------- | ------- | ----- |
| Julio César Humada    | Julio Piró            |                       | Frente Justicialista de Liberación | 138.558 | 47,43 |
| Mario Losada          |                       |                       | Unión Cívica Radical               | 136.389 | 46,69 |
|                       |                       |                       | Unión del Centro Democrático       | 9.567   | 3,27  |
|                       |                       |                       | Unión Popular                      | 2.660   | 0,91  |
|                       |                       |                       | Partido Intransigente              | 1.859   | 0,64  |
|                       |                       |                       | Partido Socialista Popular         | 1.303   | 0,45  |
|                       |                       |                       | Frente Amplio de Liberación        | 777     | 0,27  |
|                       |                       |                       | Partido del Trabajo y del Pueblo   | 586     | 0,20  |
|                       |                       |                       | Partido Obrero                     | 424     | 0,15  |
| Votos positivos       | Votos positivos       | Votos positivos       | Votos positivos                    | 292.123 | 98,35 |
| Votos en blanco       | Votos en blanco       | Votos en blanco       | Votos en blanco                    | 2.901   | 0,98  |
| Votos nulos           | Votos nulos           | Votos nulos           | Votos nulos                        | 1.099   | 0,37  |
| Diferencia de actas   | Diferencia de actas   | Diferencia de actas   | Diferencia de actas                | 900     | 0,30  |
| Participación         | Participación         | Participación         | Participación                      | 297.023 | 79,28 |
| Electores registrados | Electores registrados | Electores registrados | Electores registrados              | 374.632 | 100   |
| Fuente:               |                       |                       |                                    |         |       |

### Cámara de Representantes
| ← 1985 · Cámara de Representantes · 1989 → | ← 1985 · Cámara de Representantes · 1989 → | ← 1985 · Cámara de Representantes · 1989 → | ← 1985 · Cámara de Representantes · 1989 → | ← 1985 · Cámara de Representantes · 1989 → |
| Partido                                    | Partido                                    | Votos                                      | %                                          | Bancas                                     |
| ------------------------------------------ | ------------------------------------------ | ------------------------------------------ | ------------------------------------------ | ------------------------------------------ |
|                                            | Frente Justicialista de Liberación         | 138.225                                    | 47,54                                      | 10/20                                      |
|                                            | Unión Cívica Radical                       | 135.379                                    | 46,56                                      | 10/20                                      |
|                                            | Unión del Centro Democrático               | 9.334                                      | 3,21                                       |                                            |
|                                            | Unión Popular                              | 2.954                                      | 1,02                                       |                                            |
|                                            | Partido Socialista Popular                 | 1.191                                      | 0,41                                       |                                            |
|                                            | Partido Intransigente                      | 1.889                                      | 0,65                                       |                                            |
|                                            | Frente Amplio de Liberación                | 754                                        | 0,26                                       |                                            |
|                                            | Partido del Trabajo y del Pueblo           | 593                                        | 0,20                                       |                                            |
|                                            | Partido Obrero                             | 416                                        | 0,14                                       |                                            |
| Votos positivos                            | Votos positivos                            | 290.735                                    | 97,88                                      |                                            |
| Votos en blanco                            | Votos en blanco                            | 3.156                                      | 1,06                                       |                                            |
| Votos nulos                                | Votos nulos                                | 1.108                                      | 0,37                                       |                                            |
| Diferencia de actas                        | Diferencia de actas                        | 2.024                                      | 0,68                                       |                                            |
| Participación                              | Participación                              | 297.023                                    | 78,28                                      |                                            |
| Electores registrados                      | Electores registrados                      | 374.632                                    | 100                                        |                                            |
| Fuente:                                    |                                            |                                            |                                            |                                            |